# Oleksij Ponikarovskyj
Oleksij Volodymyrovyč Ponikarovskyj (ukrajinsky: Олексій Володимирович Понікаровський; 9. dubna 1980, Kyjev) je bývalý ukrajinský lední hokejista, křídelní útočník. Je třetím nejúspěšnějším Ukrajincem v dějinách NHL (po Dmytro Chrystičovi a Ruslanu Fedotěnkovi). V NHL strávil dvanáct sezón, hrál za kluby Toronto Maple Leafs, Pittsburgh Penguins, Los Angeles Kings, Carolina Hurricanes, Winnipeg Jets a New Jersey Devils. V základní části NHL odehrál 678 utkání, v nichž zaznamenal 323 kanadských bodů (z toho 139 branek), v play-off přidal dalších 62 zápasů a 19 bodů (4 góly). V Evropě hrál ruskou nejvyšší soutěž a KHL, za Křídla Sovětů Moskva, Dynamo Moskva, Chimik Voskresensk, Donbass Doněck, SKA Petrohrad a HC Rudá hvězda Kunlun (zde kapitán týmu). S Dynamem Moskva se v roce 2000 stal mistrem Ruska, s Petrohradem vyhrál v roce 2015 KHL. S ukrajinským národním týmem se zúčastnil olympijských her v Salt Lake City v roce 2002 a obsadil s ním 10. místo. V roce 2007 obdržel též kanadské občanství, jako hráč Petrohradu obdržel i občanství ruské. V současnosti žije ve Spojených státech, v Miami.